# Discografia di Trevor Dunn

## Discografia

### Solista
- 2008 – Four Films
- 2019 – Nocturnes
- 2021 – Hive Mind (con Miles Okazaki e Dan Weiss)

### Con i Mr. Bungle
- 1986 – The Raging Wrath of the Easter Bunny (demo)
- 1987 – Bowel of Chiley (demo)
- 1988 – Goddammit I Love America! (demo)
- 1989 – OU818 (demo)
- 1991 – Mr. Bungle
- 1995 – Disco Volante
- 1999 – California
- 2020 – The Raging Wrath of the Easter Bunny Demo

### Con i Fantômas
- 1999 – Fantômas
- 2001 – The Director's Cut
- 2001 – An Experiment In Terror (singolo)
- 2002 – Millennium Monsterwork Live: New Year's Eve 2000 (album dal vivo con il nome FantômasMelvins Big Band)
- 2004 – Delìrium Còrdia
- 2005 – Suspended Animation
- 2005 – Fantomas/Metl Banana (split)
- 2005 – Animali In Calore Surriscaldati Con Ipertermia Genitale / Cat In Red (split con i Melt-Banana)
- 2008 – Live From London 2006 (video)
- 2011 – The Director's Cut Live (A New Year's Revolution) (video)
- 2013 – Sugar Daddy Live Split Series
- 2014 – Wunderkammer (compilation)

### Con i Trevor Dunn's Trio-Convulsant
- 1998 – Debutantes & Centipedes
- 2004 – Sister Phantom Owl Fish

### Con i Tomahawk
- 2013 – Oddfellows
- 2021 – Tonic Immobility

### Con i Melvins
- 2006 – A Live History of Gluttony and Lust (album dal vivo)
- 2012 – Post Moral Neanderthal Retardist Pornography (split con i Hammerhead)
- 2012 – Freak Puke
- 2013 – A Tribute to Pop-O-Pies / Tales of Terror (singolo)
- 2013 – Everybody Loves Sausages (nei brani "Female Trouble", "Timothy Leary Lives", "Romance")
- 2016 – Basses Loaded (nel brano "Planet Destructo")

### Con i Slobber Pup
- 2013 – Black Aces
- 2015 – Pole Axe

### Con i Rob Price Quartet
- 2007 – I Really Do Not See The Signal

### Con i Low Flying Hawks
- 2016 – Kōfuku
- 2017 – Genkaku
- 2019 – Anxious Ghosts (EP)
- 2021 – Fuyu

### Con John Zorn e i suoi progetti
- 2000 – John Zorn – The Big Gundown: 15th Anniversary Special Ed
- 2001 – John Zorn – The Gift: Volume 3
- 2002 – Cobra – Game Pieces Volume 2
- 2002 – John Zorn – Filmworks XII: Three Documentaries
- 2002 – John Zorn – Filmworks XIII: Invitation to a Suicide
- 2003 – John Zorn – Filmworks XIV: Hiding and Seeking
- 2004 – Electric Masada – 50th Birthday Celebration Volume 4
- 2005 – Electric Masada – At the Mountains of Madness with Electric Masada
- 2005 – John Zorn – Filmworks Anthology – 20 Years of Soundtrack Music
- 2006 – Moonchild – Songs Without Words
- 2006 – Moonchild – Astronome
- 2007 – Moonchild – Six Litanies for Heliogabalus
- 2007 – John Zorn – Arcana II
- 2007 – Marc Ribot – Asmodeus: Book of Angels Volume 7
- 2008 – The Dreamers – The Dreamers
- 2008 – Moonchild – The Crucible
- 2009 – The Dreamers – O'o
- 2010 – The Dreamers – Ipos: Book of Angels Volume 14
- 2010 – Moonchild – Ipsissimus
- 2010 – John Zorn – Interzone
- 2010 – John Zorn – Filmworks XXIV: The Nobel Prizewinner
- 2010 – John Zorn – The Goddess — Music for the Ancient of Days
- 2010 – The Dreamers – The Gentle Side
- 2011 – The Dreamers ft. Mike Patton – The Christmas Song/Santa's Workshop
- 2011 – The Nova Quartet – Nova Express
- 2011 – John Zorn – At the Gates of Paradise
- 2011 – The Dreamers – A Dreamers Christmas
- 2012 – Moonchild – Templars: In Sacred Blood
- 2012 – John Zorn – Enigmata
- 2012 – John Zorn – Rimbaud
- 2012 – John Zorn – A Vision in Blakelight
- 2012 – John Zorn – The Concealed
- 2013 – The Nova Quartet – Dreamachines
- 2014 – The Nova Quartet – On Leaves of Grass
- 2014 – John Zorn – Enigma Trio: Valentine's Day
- 2014 – John Zorn – The Song Project Vinyl Singles Edition
- 2014 – Moonchild – The Last Judgment
- 2015 – The Dreamers – Pellucidar: A Dreamers Fantabula
- 2015 – John Zorn – The True Discoveries of Witches and Demons
- 2015 – John Zorn – The Song Project Live at Le Poisson Rouge
- 2016 – Nova Express Quintet –  Andras: The Book Of Angels Volume 28
- 2017 – Brian Marsella – Buer: The Book Of Angels Volume 31
- 2017 – John Zorn – The Garden of Earthly Delights
- 2018 – John Zorn – Insurrection
- 2018 – John Zorn – Salem, 1692
- 2019 – John Zorn – The Hierophant
- 2020 – John Zorn – Calculus (The Mathematical Study Of Continual Change)
- 2021 – John Zorn – Meditations On The Tarot

### Altri
- 1997 – John Schott – In These Great Times
- 2001 – Erik Friedlander – Grains of Paradise
- 2004 – Jenny Scheinman – Shalagaster
- 2006 – Billy Martin – Starlings
- 2014 – The Nels Cline Singers – Macroscope
- 2018 – Wendy Eisenberg – The Machinic Unconscious

### Collaborazioni
- 1998 – Secret Chiefs 3 – First Grand Constitution and Bylaws (basso nei brani "Bare-faced Bazi", "Zulkifar", "The Qa'im Deliberates")
- 2001 – Secret Chiefs 3 – Book M (basso nel brano "Dolorous Stroke")
- 2002 – Jenny Scheinman – The Rabbi’s Lover (basso nei brani "Dance Party 1929", "The Shofar Place")
- 2003 – Doug Wieselman – Dimly Lit: Collected Soundtracks 1996-2002
- 2004 – Yuka Honda – Eucademix (basso nei brani "I Dream About You", "Some Things Should Be Kept Unsaid", "Twirling Batons In My Head", "Parallel", "Why Are You Lying To Your Therapist?", "Phantomime", "Spooning With Jackknife")
- 2005 – Okkyung Lee – Nihm (basso nei brani "Story Of You And Me", "Returning Point", "Closed Window")
- 2005 – David Krakauer & Socalled with Klezmer Madness! – Bubbemeises: Lies My Gramma Told Me (basso nei brani: "Long... Short, Long (Les Colocs)", "The Electric Sher", "Rumania, Rumania", "Rue Mania")
- 2009 – Jamie Saft – Black Shabbis (basso nei brani "Blood", "Kielce")